# 1987 في تونس
فيما يلي قوائم الأحداث التي وقعت خلال عام 1987 في تونس.

## أحداث
- 7 نوفمبر – انقلاب 7 نوفمبر 1987

## سياسة

### تعيين في المنصب
- 2 أكتوبر – زين العابدين بن علي رئيس حكومة تونس،رئيس الجمهورية التونسية.
- 7 نوفمبر – الهادي البكوش رئيس حكومة تونس.

### انتهاء فترة المنصب
- 16 مايو – عمر الشاذلي وزير التعليم العالي والبحث العلمي ‏.
- 7 نوفمبر – الحبيب بورقيبة رئيس الجمهورية التونسية.
- 7 نوفمبر – زين العابدين بن علي رئيس حكومة تونس.

## مواليد

### يناير
- 5 يناير – نهال شيخ روحو لاعبة جودو تونسية.
- 15 يناير – شمس الدين الذوادي لاعب كرة قدم تونسي.
- 27 يناير – جمال السايحي لاعب كرة قدم

### فبراير
- 3 فبراير – سيدة الونيسي سياسية من تونس.
- 8 فبراير – هدى ميلاد لاعبة جودو تونسية.
- 27 فبراير – هشام الصيفي لاعب كرة قدم تونسي.

### مارس
- 28 مارس– يوهان بن علوان لاعب كرة قدم تونسي حاصل على الجنسية الفرنسية

### أبريل
- 3 أبريل – أسامة الدراجي لاعب كرة قدم تونسي.
- 20 أبريل – عمار الجمل لاعب كرة قدم تونسي.

### يونيو
- 29 يونيو – منال القادري سياسية تونسية.

### يوليو
- 22 يوليو – عدلي اللشهب لاعب كرة قدم تونسي.
- 24 يوليو – خليل شمام لاعب كرة قدم تونسي.

### ديسمبر
- 1 ديسمبر – أيمن سلطاني لاعب كرة قدم تونسي.
- 26 ديسمبر – أمين الشرميطي لاعب كرة قدم تونسي.

## وفيات

### فبراير
- 27 فبراير – بشير المهذبي (مواليد 1912) سياسي تونسي.

### مارس
- 2 مارس – عمار فرحات (مواليد 1911) رسام تونسي.

### مايو
- 4 مايو – نور الدين الخياشي (مواليد 1918) رسام تونسي.
- 8 مايو – نبيل بركاتي (مواليد 1961) نقابي تونسي.